# Tout le monde il est beau, tout le monde il est gentil (émission de télévision)
Pour les articles homonymes, voir Tout le monde il est beau, tout le monde il est gentil (homonymie).
Ne doit pas être confondu avec Tout le monde il est gentil.
Tout le monde il est beau, tout le monde il est gentil est une émission de télévision animée par Bruce Toussaint et diffusée sur Canal+ du 5 septembre 2010 à juin 2011, le dimanche à midi. Sous la forme d'un talk-show, elle se présente comme une version modernisée du Petit Rapporteur.
À partir du 26 juin 2011, Cyrille Eldin anime un florilège de l'émission, intitulé Tout le monde il est beau, tout le monde il est bronzé.

## Chroniqueurs
- Daphné Bürki
- Cyrille Eldin
- Khalid Maadour
- Chris Esquerre
- Dominique Farrugia
- Pauline Lefèvre (de septembre à décembre 2010)
- Gunther Love
- Philippe Manœuvre
- Pierre Ménès
- Sébastien Thoen du groupe Action Discrète.

À noter également la participation du duo La Chanson du dimanche.